# Paluxysuchus
Paluxysuchus is een geslacht van uitgestorven neosuchide Crocodyliformes bekend van de Twin Mountains-formatie uit het Vroeg-Krijt (Laat-Aptien) van noord-centraal Texas. Het bevat als enige soort Paluxysuchus newmani. Paluxysuchus is een van de drie crocodyliformen die bekend zijn uit het Vroeg-Krijt van Texas, de andere zijn Pachycheilosuchus en een niet nader genoemde soort die de 'Glen Rose Form' wordt genoemd. Paluxysuchus heeft een lange, platte schedel die waarschijnlijk een overgang vormt tussen de lange en smalle schedels van veel vroege neosuchiërs en de korte en platte schedels van latere neosuchiërs.

## Beschrijving
De schedel van Paluxysuchus is lang, plat en heeft van bovenaf gezien enigszins de vorm van een driehoek. In het meest complete fossiel van Paluxysuchus is de schedel ongeveer dertig centimeter lang. De tanden aan het uiteinde van de snuit zijn vergroot. Een rand van bot achter de oogkas, de postorbitale tak, heeft een langwerpig uitsteeksel dat aan de zijkant van de oogkas grenst. Dit kenmerk is te zien bij slechts twee andere crocodyliformen (de gigantische crocodyliform Sarcosuchus en een niet nader genoemde goniopholidide), maar is waarschijnlijk onafhankelijk geëvolueerd in Paluxysuchus.

## Ontdekking
Paluxysuchus is bekend van een grotendeels complete schedel en onderkaken (het holotype-exemplaar SMU 76601) en een fragment van de schedel en onderkaken van een tweede individu, specimen SMU 76602. Deze overblijfselen werden gevonden in een fossielenbed in een ranch in Hood County, Texas, naast een gedeeltelijk skelet van de sauropode dinosauriër Sauroposeidon. Paluxysuchus is vernoemd naar de Paluxy-rivier, die bekend staat om de uitgebreide sporen en losse botten van dinosauriërs die langs de oevers in het Dinosaur Valley State Park zijn gevonden (een skelet van Sauroposeidon kreeg aanvankelijk zijn eigen naam, Paluxysaurus, in verwijzing naar de Paluxy rivier). De overblijfselen van Paluxysuchus komen uit de Twin Mountains-formatie en zijn daarom iets ouder dan de voetafdrukken langs de Paluxy River, die meestal afkomstig zijn van de Glen Rose-formatie. Paluxysuchus is de tweede crocodyliform die wordt benoemd uit het Vroeg-Krijt van Texas, de eerste is Pachycheilosuchus van de Glen Rose-formatie. Een derde crocodyliform, de 'Glen Rose Form', is ook geïdentificeerd, hoewel het niet afkomstig is van de Glen Rose-formatie maar van de Antler-formatie (die van dezelfde leeftijd is, maar verder naar het noorden ligt). De typesoort Paluxysuchus newmani is vernoemd naar Kent Newman, die betrokken was bij de opgraving en preparering van veel fossielen van de boerderij in Hood County.

## Verwantschappen
Paluxysuchus behoort tot de clade Neosuchia, die de kroongroep van levende krokodilachtigen en hun uitgestorven verwanten omvat die teruggaan tot het Vroeg-Jura. Paluxysuchus is een basaal lid van Neosuchia, wat aangeeft dat het een van de eerste neosuchiërs was die zich van de groep aftakken, hoewel het niet de oudste neosuchiër is. Toen Paluxysuchus in 2013 werd benoemd, werd het opgenomen in een fylogenetische analyse die de verwantschap met andere crocodyliformen beoordeelde. Het bleek net buiten afgeleide neosuchiërs te liggen, waaronder alle moderne krokodilachtigen en meer basale vormen die worden gekenmerkt door verkorte of brevirostrine snuiten. Paluxysuchus heeft een verlengde of longirostrine snuit, die onder neosuchiërs als een basale toestand wordt beschouwd. Hoewel de meeste andere basale longirostrine neosuchiërs buisvormige snuiten hebben, heeft Paluxysuchus een afgeplatte of platyrostrale snuit. Afgeleide neosuchiërs, hoewel brevirostrine, hebben ook afgeplatte snuiten, wat aangeeft dat Paluxysuchus een evolutionaire overgang naar kortere, plattere schedels binnen Neosuchia kan vertegenwoordigen.

## Fylogenie
Uit de analyse van 2013 bleek dat Pachycheilosuchus een naast familielid was, iets basaler binnen Neosuchia dan Paluxysuchus. Andere fylogenetische analyses plaatsen Pachycheilosuchus in de familie Hylaeochampsidae, een meer afgeleide positie binnen Neosuchia die dichter bij Crocodylia ligt, de groep met moderne krokodilachtigen. Dit maakt hem een van de eerste leden van de clade Eusuchia. De analyse van 2013 vond de 'Glen Rose Form' in een meer afgeleide positie dan Paluxysuchus, maar buiten Eusuchia.